# Capitan Fracassa (film 1909 Pasquali)
Capitan Fracassa è un cortometraggio del 1909 diretto da Ernesto Maria Pasquali.

## Trama
Il corto racconta in breve l'ascesa al successo di un giovane barone squattrinato: Sigognac, che si è unito ad una poverissima compagnia di attori per avere miglior fortuna, recitando a Parigi. Egli improvvisa un canovaccio e crear il personaggio buffo e spaccone di Capitan Fracassa, riscuotendo grande successo. Dopo ciò egli potrà anche avere tutta per sé la bella attrice Isabella, prima povera, poi riconosciuta figlia di un nobile che l'aveva perduta da bambina.